# Celje
Die Stadt Celje [ˈtsɛ̀ːljɛ] (deutsch Cilli oder Zilli [ˈtsɪli]) ist Hauptort der Stadtgemeinde Celje im Nordosten von Slowenien. Sie liegt in der historischen Landschaft Spodnja Štajerska (Untersteiermark) und in der statistischen Region Savinjska.

## Lage
Die Stadt Celje liegt am Fluss Savinja im südöstlichen Teil des Celje-Beckens – rund 70 km nordöstlich der Landeshauptstadt Ljubljana. In Celje mündet die Hudinja in die Voglajna, die im Stadtbereich wie die Ložnica in die Savinja mündet.
Beherrscht wird das Stadtbild vom Burgberg.
Celje ist das wirtschaftliche Zentrum der Region und ein Verkehrsknotenpunkt zwischen Ljubljana im Westen, Maribor  im Norden, Zidani Most im Süden, Velenje und Slovenj Gradec im Nordwesten sowie Rogaška Slatina im Osten. Laško ist eine größere Nachbarstadt von Celje.

## Stadtgliederung
Die Stadt Celje gliedert sich in zehn Stadtviertel (slowenisch: Mestne četrti, Abkürzung: MČ) und neun Ortsgemeinschaften (slowenisch: Krajevne skupnosti, Abkürzung: KS). Die deutschen Namen in den Klammern wurden bis zum Abtreten des Gebietes an das Königreich der Serben, Kroaten und Slowenen in der Zeit der Habsburgermonarchie vorwiegend von der deutschsprachigen Bevölkerung verwendet und sind seit 1929, als der Zusammenschluss zu Jugoslawien erfolgte, unüblich.
Stadtviertel (Mestne četrti):
- MČ Center
- MČ Dečkovo naselje (Vedesendorf)
- MČ Dolgo Polje (Vedesendorf)
- MČ Gaberje (Gabriach bei Cilli)
- MČ Hudinja (Guttenhardt)
- MČ Karel Destovnik Kajuh
- MČ Lava (Lau)
- MČ Nova vas (Neudorf)
- MČ Savinja
- MČ Slavko Šlander

Ortsgemeinschaften (Krajevne skupnosti):
- KS Aljažev hrib
- KS Ljubečna (Lubitschna)
- KS Medlog (Mellach)
- KS Ostrožno (Ostruschnau)
- KS Pod gradom (Unterwisell)
- KS Škofja vas (Bischofdorf)
- KS Šmartno v Rožni dolini (St. Martin am Rosenwalde)
- KS Teharje (Tüchern)
- KS Trnovlje (Ternaullach)

Darüber hinaus gehören weitere 38 Ortschaften zur Stadtgemeinde.

## Geschichte

### Altertum
Die erste nachweisbare Siedlung entstand in der Zeit der Hallstattzeit. Unter den Kelten (nach 400 v. Chr.) wurde der Ort Kelea genannt und war Teil des sich um 200 v. Chr. gebildeten keltischen Königreichs Noricum. Rom verleibte sich Noricum um 15. v. Chr. zunächst als tributpflichtiges Königreich ein, ab Kaiser Claudius (41–54) war es vollständig eine römische Provinz und damit auch die Stadt Kelea, ab nun besser bekannt unter ihrem lateinischen Namen Celeia.
Kaiser Claudius erhob Celeia 46 n. Chr. zum Municipium, wobei es lateinisches Stadtrecht erhielt. Die Stadt wird in dieser Zeit als reich und dicht besiedelt mit mehrgeschossigen Marmorpalästen und breiten Plätzen und Straßen beschrieben, befestigt mit Mauern und Türmen. Sie lag an einer Römerstraße von Aquileia nach Pannonien, der Ostroute der Bernsteinstraße. Der Mars-Tempel von Celeia soll im ganzen Römerreich bekannt gewesen sein.
Celeia verwaltete als eine der neun römischen Städte Noricums dessen südlichsten Zipfel von der Provinzgrenze im Süden bis kurz vor der Drau. Dieser Stadtbezirk grenzte im Norden an das Verwaltungsgebiet Flavia Solvas und im Nordwesten an das von Virunum. Zwei Duoviri, die als Stadtrichter fungierten, zwei Ädilen, die für die Einhaltung der Gesetze und Marktrechte eintraten, ein Quästor, der die Stadtkasse verwaltete, und ein 100-köpfiger Stadtrat standen an der Spitze der Stadt.
In der Nähe des Municipiums befand sich beim heutigen Ort Ločica ob Savinji ein Legionslager, das im 2. Jahrhundert durch die Legio II Italica erbaut wurde und als dessen erstes bekanntes Standlager gilt.
Nach der Aufspaltung Noricums während der Reichsreform Kaiser Diokletians, gehörte Celeia zur Provinz Noricum Mediterraneum („Binnen-Noricum“). Unter Konstantin I. (272–337) wurde Celeia um 320 Aquileia zugeordnet. Von der Mitte des 4. Jahrhunderts bis um 800 war es Bischofssitz.
Unter Kaiser Gallienus wurde die Provinz Noricum als verwüstet beschrieben. Nach dem Fall Roms nach 476 n. Chr. ließ der neue König von Italien, Odoaker, Noricum räumen, da es nicht mehr zu halten war. Mit diesem Befehl wanderte auch der letzte Rest der römischen Bevölkerung von Celeia nach Italien ab.

### Mittelalter

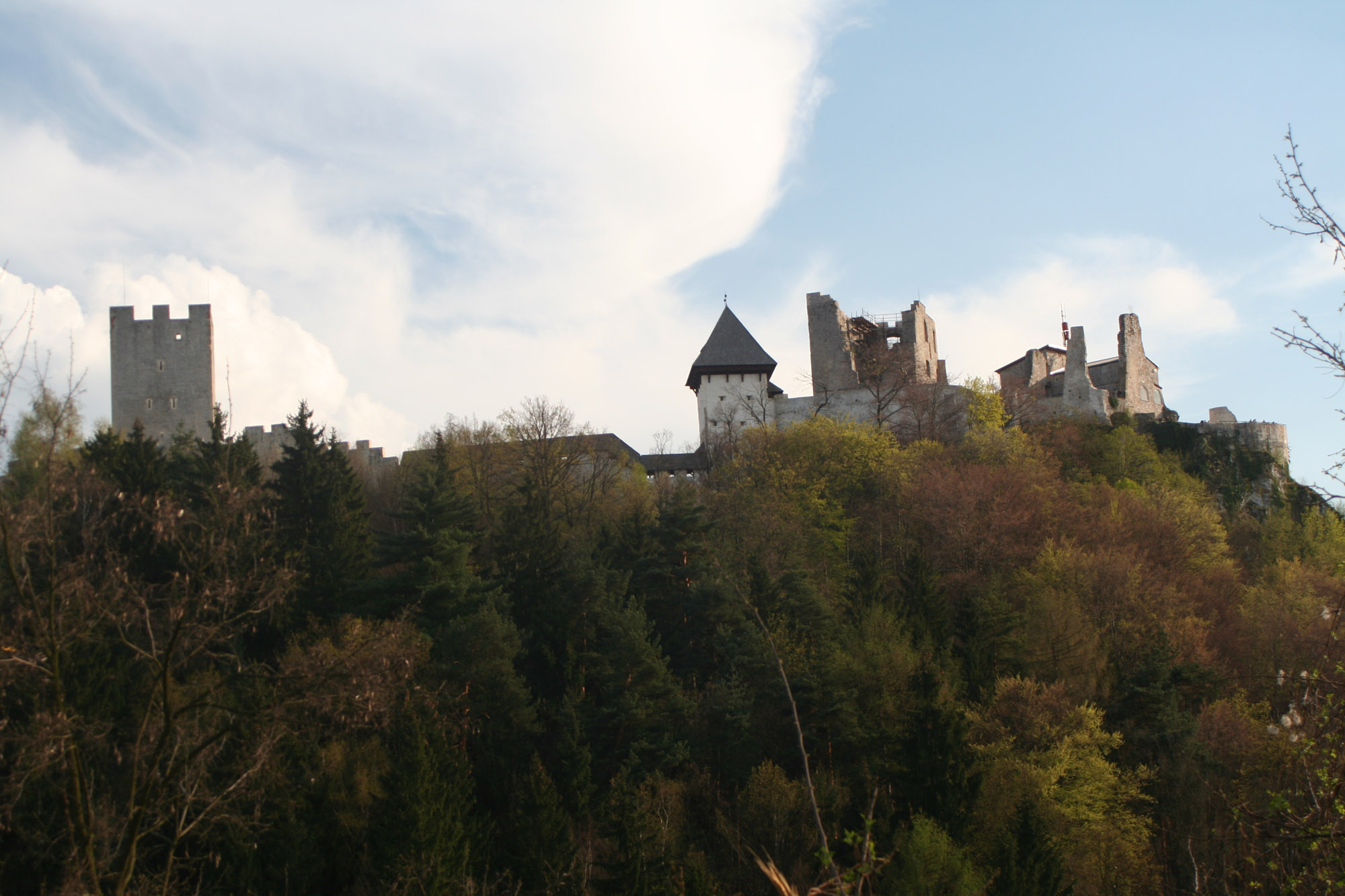
Burg Cilli, Obercilli, Sitz der Grafen von Cilli

Ob Celeia im 7. bis 9. Jahrhundert zum Slawenreich Karantanien gehörte, ist unklar, da unter den Historikern keine Einigkeit über dessen Südgrenze besteht. 976 kam Celeia zum neu gegründeten Herzogtum Kärnten des Ostfrankenreiches. Dann wurde es Zentrum der davon abgetrennten Sanner Mark (Saunien), die 1311 in der Steiermark aufging, seit 1180 Herzogtum. Wolfhold von Admont erwähnt die Stadt in seinen zwischen 1122 und 1137 verfassten Chroniken unter dem Namen Cylie, woraus später im Deutschen Cilli, im Slowenischen Celje wurde.
In den Jahren 1341–1456 war Cilli Sitz der reichsunmittelbaren Grafschaft Cilli. Es erhielt in der ersten Hälfte des 14. Jahrhunderts Marktrechte und am 11. April 1451 unter Graf Friedrich II. von Cilli Stadtrecht. Nach der Ermordung des letzten männlichen Grafen von Cilli Ulrich II. von Cilli 1456 fiel die Stadt an die Habsburger, die damals schon über die Steiermark herrschten.
Die sprachliche Situation in der ehemaligen Grafschaft Cilli beschreibt Hartmann Schedel in seiner Chronik (Nürnberg 1493) folgendermaßen: „Das volck in den stetten ist gewohnlich Teutsch. Vnd das pawrvuolck herdisshalb windisch. Hier innen ist ein altes Stettlein das ettlich Cili nennen.“

### Neuzeit: 16. Jahrhundert bis 1991

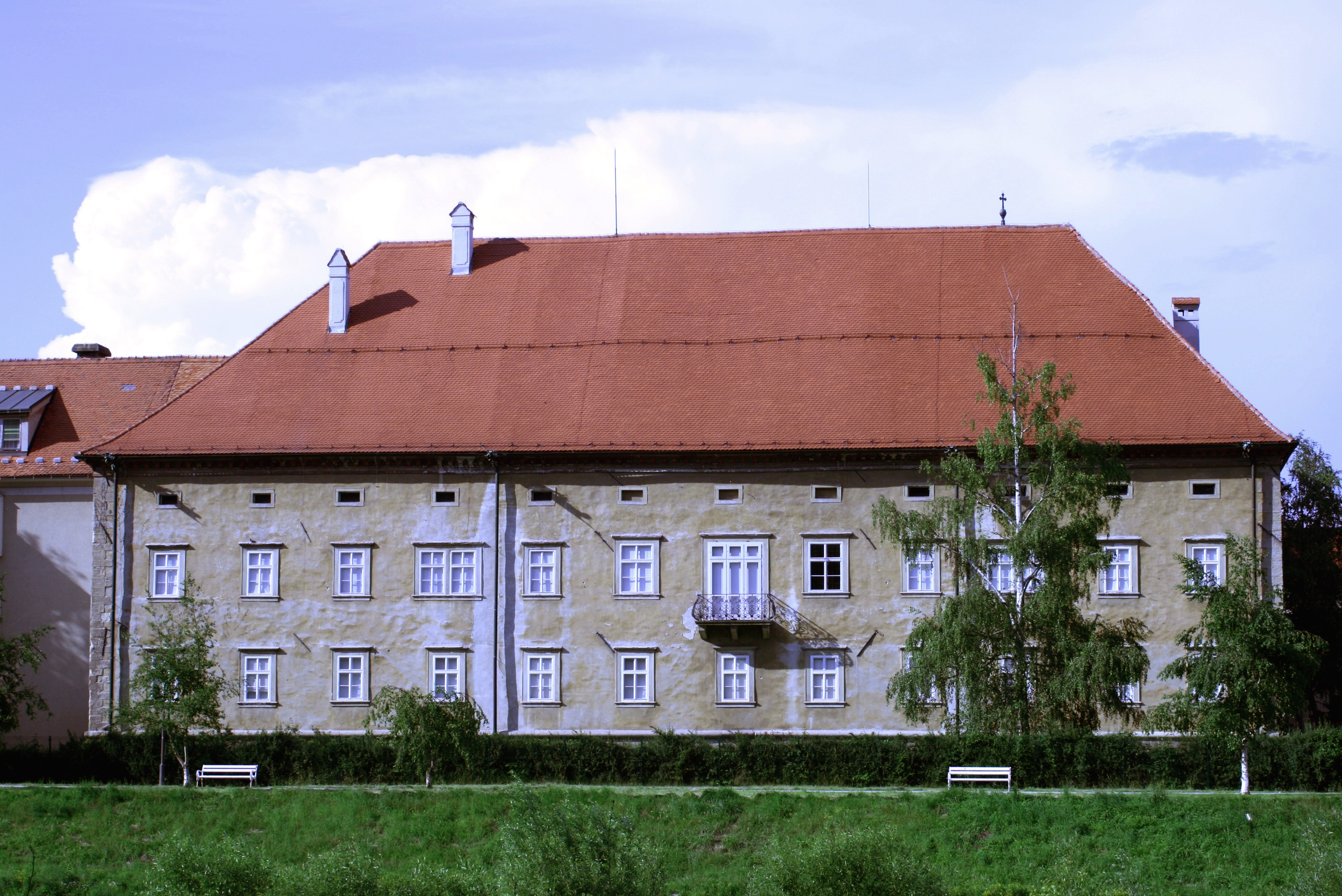
Stara grofija, Celje

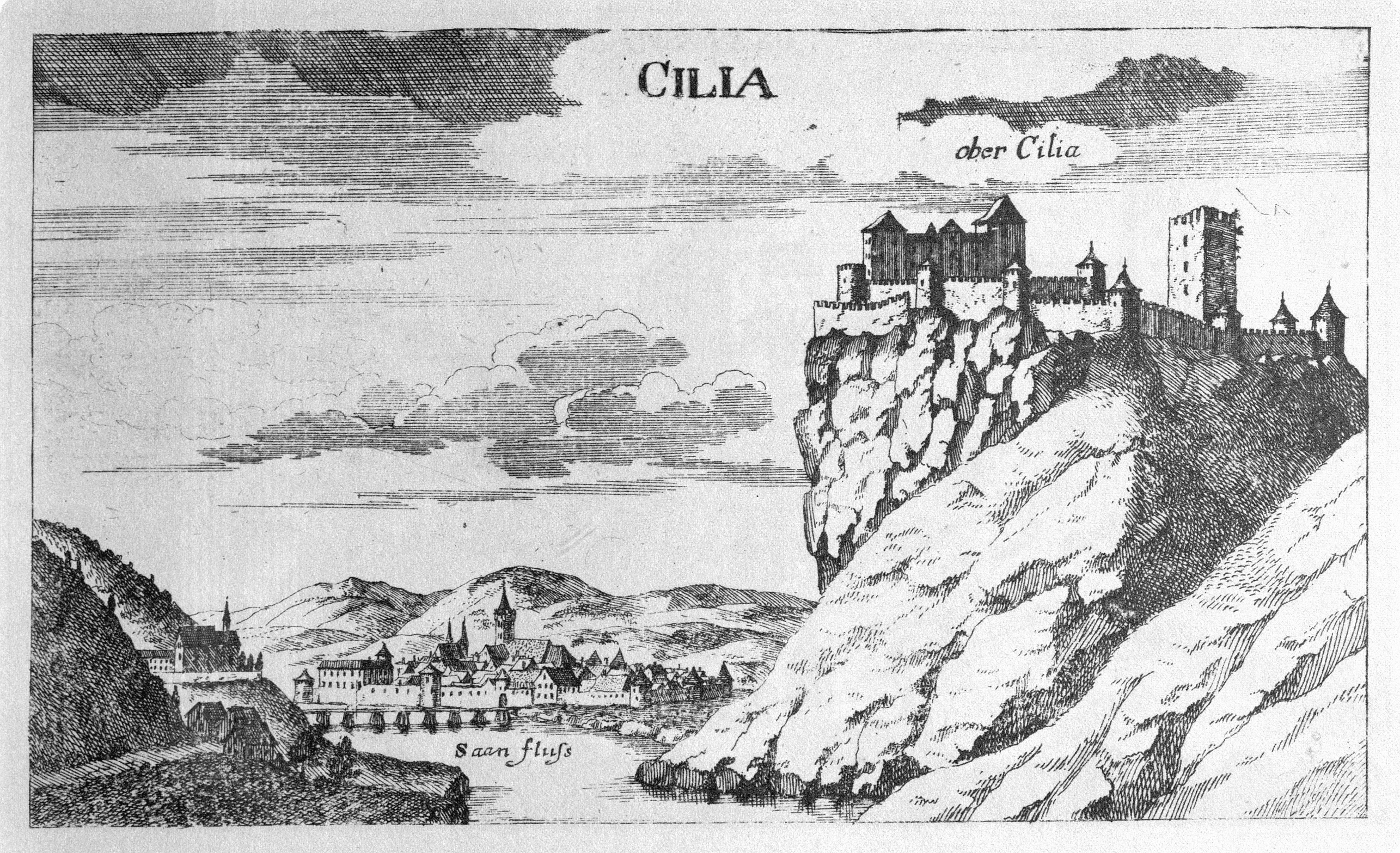
Cilli, Georg Matthäus Vischer, Topographia Ducatus Stiriae, Graz 1681

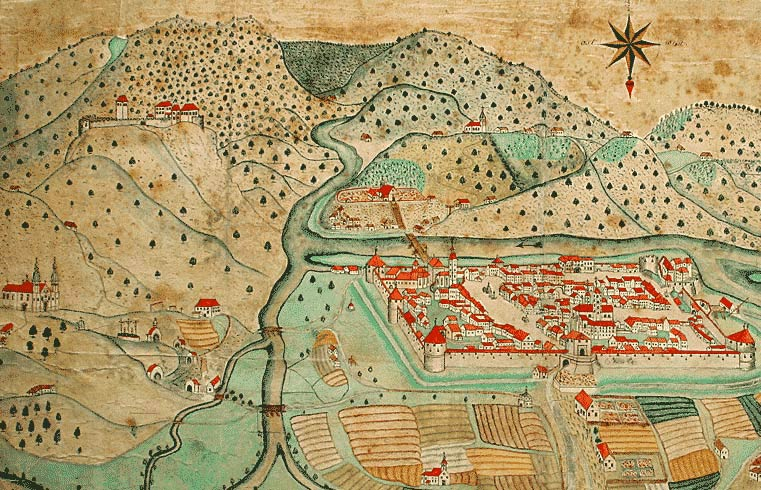
Cilli, 1750

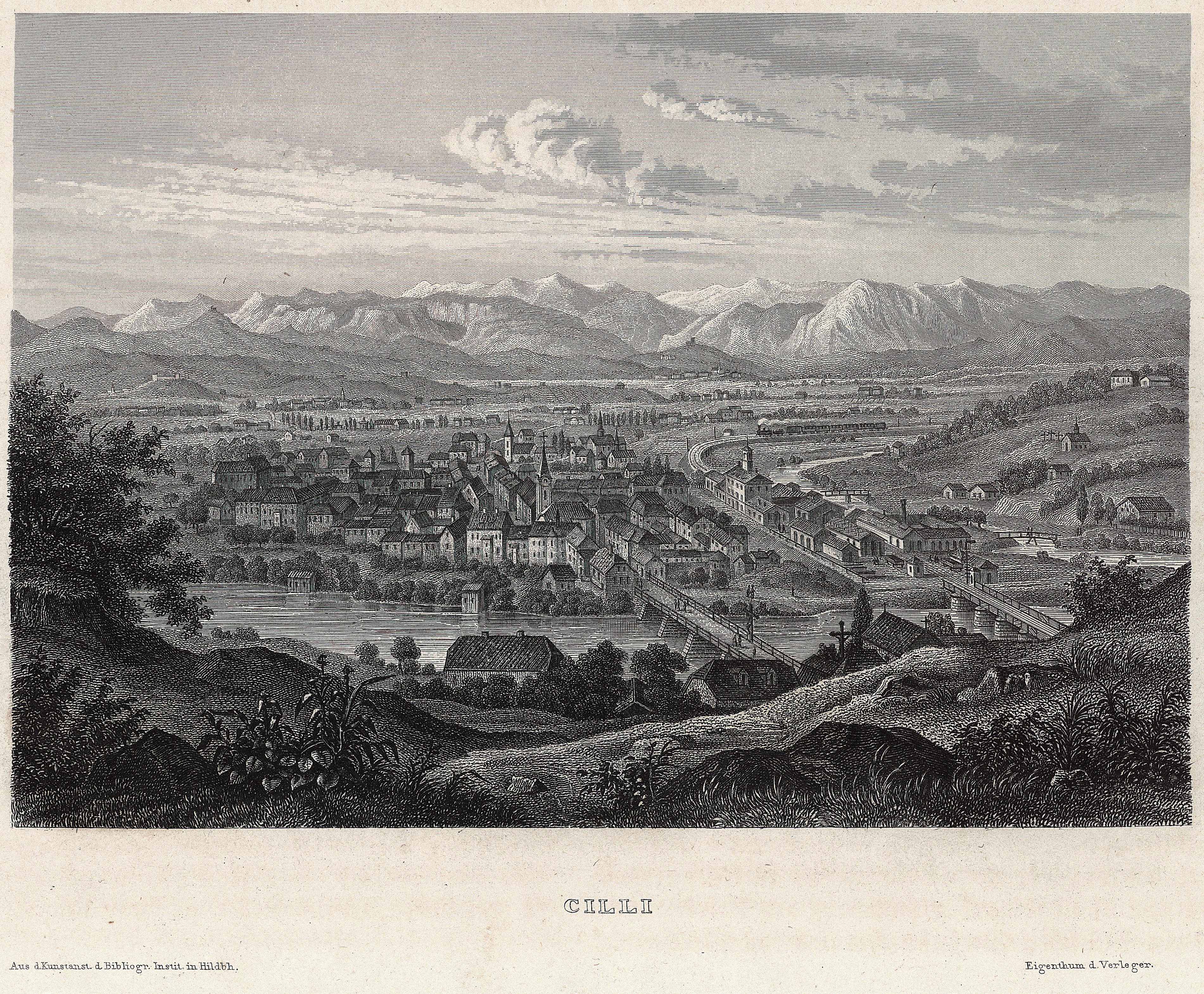
Celje, 1860 – Mit Eisenbahnanschluss

Im 16. Jahrhundert fand die Reformation insbesondere beim Adel und Bürgertum von Cilli, Sachsenfeld und Tüffer (alle drei im Sanntal) Anhänger, wobei in Cilli etwa 99 % der Stadtbevölkerung evangelisch wurden. Da der Erzherzog von Österreich keine protestantischen Kirchen in den Städten duldete, errichteten die Protestanten in Scharfenau bei Sachsenfeld eine prächtige Kirche, deren Bau zwölf Jahre dauerte. Im Zuge der Gegenreformation ließ der spätere Kaiser, der österreichische Erzherzog Ferdinand, diese Kirche 1598 sprengen und stattdessen ein Kapuzinerkloster in Cilli errichten. 1600 war die Kirche Scharfenau bereits dem Erdboden gleichgemacht und nicht mehr auffindbar; trotzdem blieb die Erinnerung an die Protestanten bis ins 20. Jahrhundert lebendig.
Am 27. April 1846 bekam Cilli durch die Eröffnung der Österreichischen Südbahn (Wien–Triest) Anschluss ans Eisenbahnnetz.
Ende 19. und Anfang des 20. Jahrhunderts war Cilli ein Zentrum nationalistischer Konflikte zwischen Deutschen und Slowenen. 1895 wurde hier erstmals an einer Sekundarschule in slowenischer Sprache unterrichtet, womit, wie deutschnationalistische Stimmen (u. a. Ernst Bareuther, Wilhelm Philipp Hauck, Josef Schlesinger, Karl Hermann Wolf) es formulierten, „dem deutschen Cilli“ ein „Pfahl in's Fleisch“ getrieben worden sei. Die Volkszählung 1880 wies 73,6 Prozent der Cillier Bevölkerung als Deutsche aus. Am 15. Mai 1907 wurde das 1906 von Peter Paul Brang (1852–1925) errichtete Deutsche Haus eröffnet, in dem deutsche Vereine und Firmen ihren Sitz hatten. Die Stadt erhielt 1902 Anschluss ans Telefonnetz und 1913 ans Elektrizitätsnetz.
Im Jahr 1918 kam Celje wie die gesamte überwiegend von Slowenen bewohnte Untersteiermark zum neu gegründeten Königreich der Serben, Kroaten und Slowenen, seit 1929 Jugoslawien. Das Deutsche Haus wurde 1919 enteignet und erhielt den Namen Celjski dom („Cillier Haus“). In der Zeit nach 1919 schritt die Industrialisierung weiter voran, und die Bevölkerung wuchs von 7.750 im Jahre 1924 auf ca. 20.000 vor Beginn des Zweiten Weltkriegs.
Die Wehrmacht besetzte Celje zu Beginn ihres Einmarsches in Jugoslawien im April 1941. Die Gestapo kam am 16. April 1941 und übernahm das Gefängnis Stari pisker, das drei Tage später vom Reichsführer SS Heinrich Himmler inspiziert wurde. Insgesamt wurden hier von der Besatzungsmacht 374 Geiseln erschossen – allein 100 durch ein Münchner Reservepolizei-Bataillon. 1944 gelang es der Volksbefreiungsarmee, über 300 Gefangene aus diesem Gefängnis zu befreien. Während des Zweiten Weltkrieges wurde Cilli mehrfach von den Alliierten bombardiert, wobei das 1896 errichtete Narodni dom, das heutige Rathaus der Stadt, schwer beschädigt wurde. Die Gesamtkriegsverluste werden mit 575 angegeben. Mehr als 1500 Stadtbewohner wurden nach Serbien oder ins Deutsche Reich deportiert. Etwa 300 Personen wurden interniert und ungefähr 1000 Menschen in Gefängnissen inhaftiert. Etwa 600 Kinder wurden ihren Eltern weggenommen und nach Deutschland verschleppt. Ein Denkmal des Bildhauers Jakob Savinšek (Vojna in mir, Krieg und Frieden) erinnert an diese Zeit. Ebenfalls existiert in Celje ein Soldatenfriedhof für Gefallene des Ersten und Zweiten Weltkriegs. 1945 erreichte die jugoslawische Volksbefreiungsarmee die Stadt, nachdem sich im Umland noch kurz vor Kriegsende deutsche Militärverbände ergeben hatten.
Nach Kriegsende wurde in den Jahren 1945 und 1946 im Vorort Teharje (Tüchern) das gleichnamige Internierungslager betrieben, in dem slowenische Domobranzen und Volksdeutsche festgehalten wurden, von denen etwa 5000 umkamen. Die nicht geflohene deutsche Bevölkerung wurde aus der Stadt vertrieben. Da Jugoslawien sich nach dem Zweiten Weltkrieg als föderative Republik konstituierte, lag Celje seit 1945 in der jugoslawischen Teilrepublik Slowenien.

### Seit 1991
Slowenien wurde 1991 unabhängig und trat am 1. Mai 2004 der Europäischen Union bei. Im Jahr 2006 wurde wieder ein Bistum Celje eingerichtet, als Suffragandiözese des Erzbistums Maribor. Die Kirchen und Besitztümer konnten renoviert werden und öffneten sich weitestgehend dem Tourismus. In der Burg Cilli wurde ein Museum eingerichtet.

## Sehenswürdigkeiten

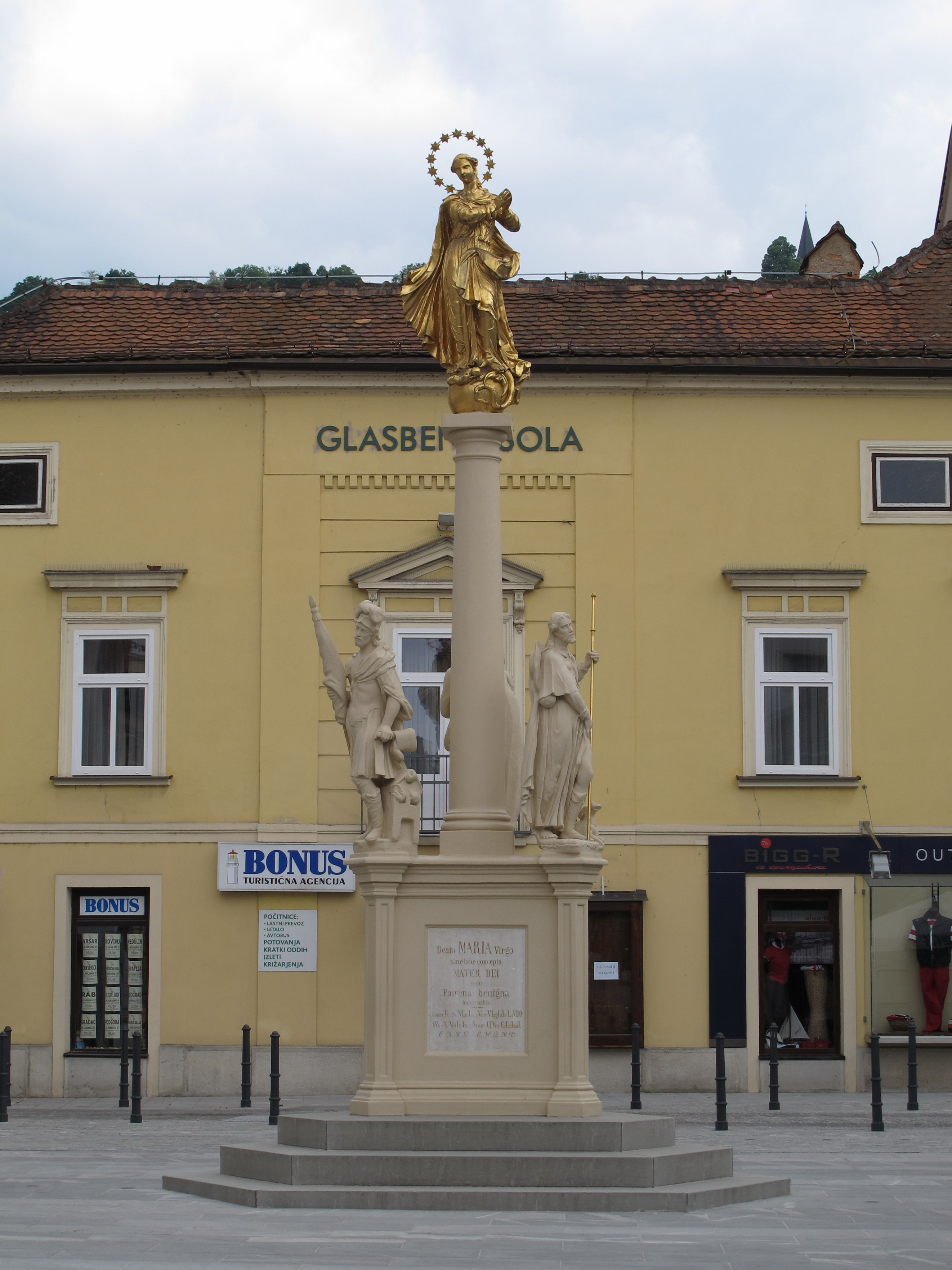
Mariensäule von 1776

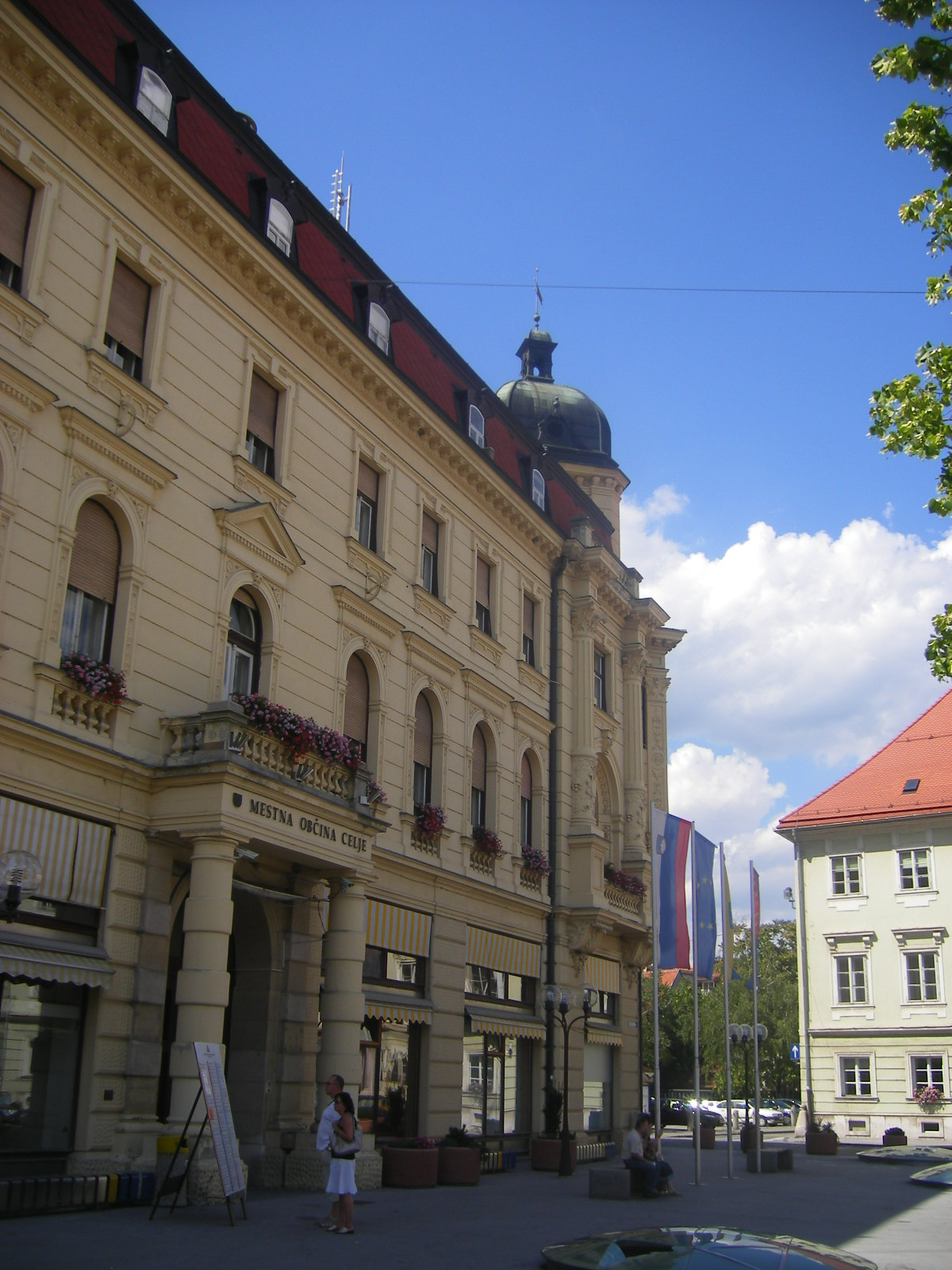
Narodni dom, Rathaus

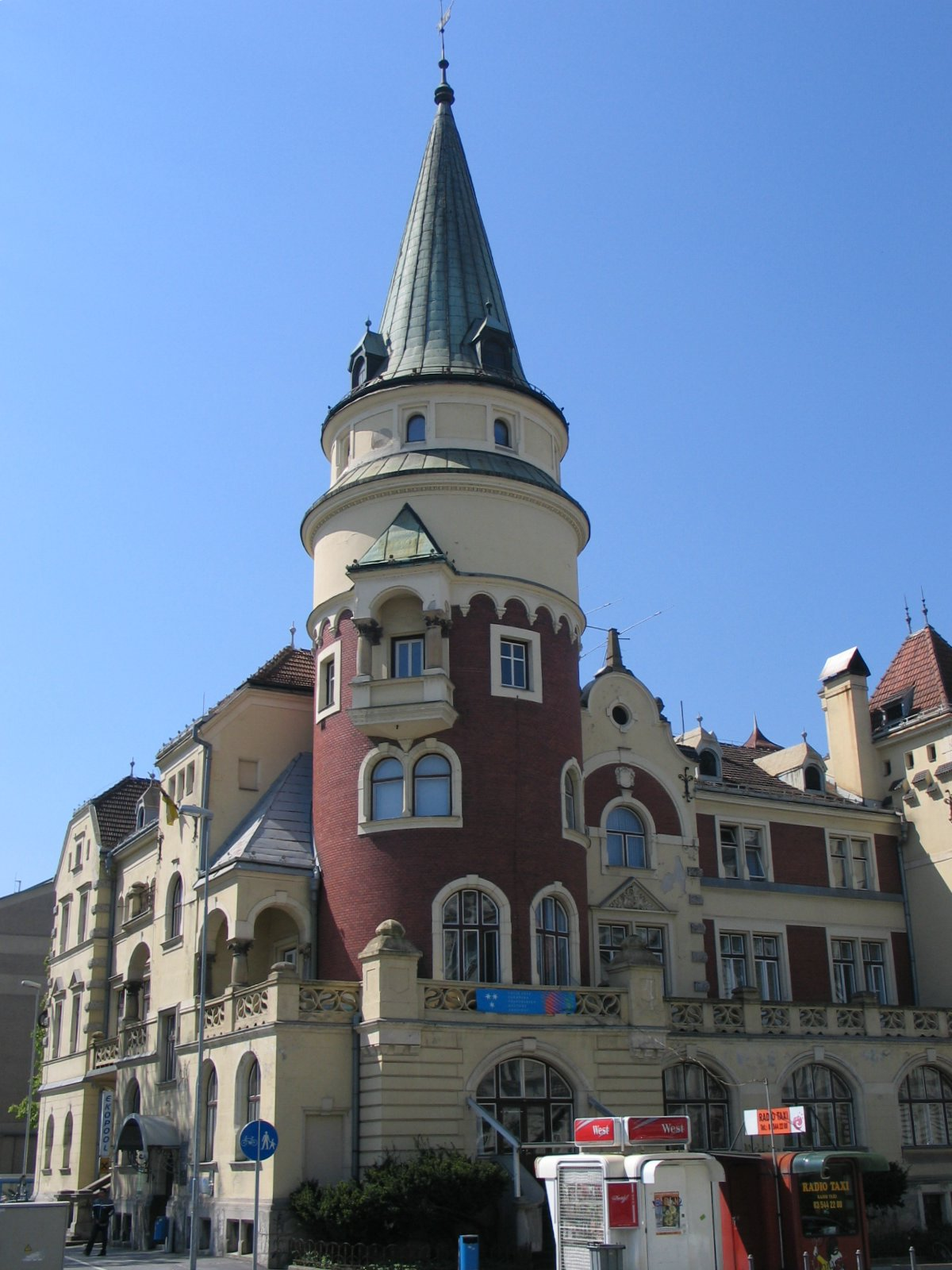
Celjski dom (Deutsches Haus)

### Bauwerke
- Ruinen eines Hercules-Tempels
- Burg Cilli (Celjski grad, auch Obercilli, Sitz der Grafen von Cilli, oberhalb der Stadt: erste Hälfte des 13. Jahrhunderts)
- Fürstenhof der Grafen von Cilli (Spodnji Celjski grad, innerhalb der Stadt: 14. Jahrhundert)
- Stadtmauer (1473)
- Wasserturm (15. Jahrhundert)
- Grafei (auch Graffei, Celjska stara grofija) Renaissanceschloss, zwischen 1580 und 1603, heute Sitz des Regionalmuseums Celje
- Prothasi-Palais (ca. 1770)
- Mariensäule (1776)
- Magistratshaus (1830)
- Eisenhof (Železni dvor)
- Bahnhof Celje (1846)
- Slowenisches Volkstheater Celje (Slovensko ljudsko gledališče Celje, 1885)
- Narodni dom (Nationalhaus, heute Rathaus, Jan Vladimir Hrásky 1895–1896)
- Celjski dom (bis 1919 Deutsches Haus, Peter Paul Brang 1905–1906)
- Volkssparkasse (Jože Plečnik, 1928–1929)
- Gefängnis Stari pisker
- Denkmal Krieg und Frieden (Vojna in mir, Jakob Savinšek)
- Denkmal für den Reformator Primož Trubar (Primus Truber)

### Flächen und Anlagen
- Celjska koča (Skigebiet, 7 km von Celje)
- Smartinsko Jezero (Stadtgebiet Celje, etwa 3,5 km vom Bahnhof Celje-Lava entfernt)

### Kirchen
- Baptisterium (Ende 4. oder Anfang 5. Jahrhundert)
- Marienkirche (Minoritenkloster, Mitte 13. Jahrhundert)
- Kathedrale St. Daniel (seit 2006 Bischofssitz) mit Marienkapelle (Mater dolorosa, Anfang 14. Jahrhundert)
- St. Nikolaus (14. Jahrhundert)
- St. Elisabeth (Anfang 15. Jahrhundert)
- St. Maximilian (15. Jahrhundert)
- Kapuzinerkloster mit Cäcilienkirche (1609–1615)
- St. Josef (1680)
- Heiliggeistkirche (20. Jahrhundert)
- Kirche der Verbrennung der Reliquien des Hl. Sava, die Serbisch-Orthodoxe Kirche der Stadt (1941 zerstört)

## Persönlichkeiten

### Söhne und Töchter der Stadt
Nach Geburtsjahr geordnet
- Hl. Maximilian von Celeia († um 284), Bischof von Lauriacum (heute Lorch in Oberösterreich)
- Hermann II. (1365–1435), Graf von Cilli, Ortenburg und im Seger (Sagor, Zagorien) sowie Ban von Slawonien
- Hermann von Cilli (1383–1421), Sohn von Herman II., 1412–1421 Fürstbischof von Freising, 1421 Fürstbischof von Trient
- Barbara von Cilli (um 1390 bis 1451), Tochter von Hermann II., Astrologin, Alchemistin, 1405 2. Ehefrau von Kaiser Sigismund. 1408 Königin von Ungarn, 1411 deutsche Königin, 1437 Königin von Böhmen
- Thomas Berlower (auch Thomas von Cilli (1421–1496)), Humanist, kaiserlicher Protonotar und Rat, Dompropst zu Konstanz und Wien, Beisitzer des königlichen Kammergerichts sowie Bischof von Konstanz von 1491 bis 1496
- Aldobrand Koschak (1759–1813 oder 1814), österreichischer Jurist und Schriftsteller
- Camillo Starhemberg (1835–1900), Gutsbesitzer und Abgeordneter zum Österreichischen Abgeordnetenhaus und zum Herrenhaus
- Richard von Foregger (1842–1916), Rechtsanwalt und Abgeordneter
- Gustav Traun (1844–1904), österreichischer Hof- und Gerichtsadvokat und Politiker
- Johann Krainz (1847–1907), Schriftsteller, (Pseudonym „Hans von der Sann“)
- Gustav Frölich (1858–1933), österreichisch-deutscher Architekt und Hofoberbaurat
- Heinrich Seitz von Treffen (1870–1940), Konteradmiral der österreichisch-ungarischen Marine
- Fritz Kermauner (1872–1931), Frauenarzt, Professor und Klinikleiter in Wien
- Cvetko Golar (1879–1965), Dichter
- Margarete Weinhandl (1880–1975), Schriftstellerin
- Vladimir Levstik (1886–1957), Schriftsteller
- August Friedrich Seebacher (1887–1940), Maler und Graphiker
- Alma Karlin (1889–1950), Journalistin und Reiseschriftstellerin
- Walter Schmid-Sachsenstamm (1891–1945), Psychiater und ärztlicher Direktor des Landeskrankenhauses Klagenfurt sowie Beteiligter an der Aktion T4
- Anica Černej (1900–1944 in Neubrandenburg), Dichterin, Schriftstellerin, Pädagogin; im Herbst 1943 ins KZ Ravensbrück verschleppt
- Josef Kaiser (1910–1991), Architekt
- Trude Breitschopf (1915–2001), Schauspielerin
- Lenore Aubert (1918–1993), ab 1943 in Hollywood als Schauspielerin tätig
- Ivan Kovačič Efenka (18. Januar 1921 bis 14. November 1963), slowenischer Nationalheld, Oberstleutnant, ab Anfang 1942 jugoslawischer Widerstandskämpfer, ab Dezember 1943 Kommandeur
- Andrej Hieng (1925–2000), Schriftsteller
- Margit Korondi (1932–2022), ungarische Turnerin
- Janez Drozg (1933–2005), Regisseur
- Emerik Bernard (1937–2022), Maler, Mitglied der Slowenischen Akademie der Wissenschaften und Künste
- Drago J. Prelog (1939–2020), slowenisch-österreichischer Maler und Grafiker
- Jože Urankar (1939–2021), Gewichtheber
- Gerhard May (1940–2007), evangelischer Theologe, Hochschullehrer
- Dieter Zlof (* 1942), Entführer Richard Oetkers
- Walter Höflechner (* 1943), Historiker
- Janez Drnovšek (1950–2008), Politiker, Regierungschef von Slowenien 1992–2002, Staatspräsident der Republik Slowenien 2002–2007
- Karel Natek (* 1952), Geograph und Professor
- Bogdan Kolar (* 1954), Kirchenhistoriker
- Alojzij Cvikl SJ (* 1955), Erzbischof von Maribor
- Franček Knez (1955–2017), Bergsteiger
- Marjan Turnšek (* 1955), emeritierter Erzbischof von Maribor
- Oto Pestner (* 1956), Musiker und Sänger
- Rok Kopitar (* 1959), Leichtathlet
- Ivan Dobnik (* 1960), Dichter und Übersetzer
- Rolando Pušnik (* 1961), Handballspieler
- Helena Javornik (* 1966), Langstreckenläuferin
- Uroš Šerbec (* 1968), Handballspieler und -trainer
- Alenka Bratušek (* 1970), Politikerin und slowenische Ministerpräsidentin
- Jerneja Perc (1971–2009), Sprinterin
- Gregor Cankar (* 1975), Leichtathlet
- Jolanda Čeplak (* 1976), Leichtathletin, 2004 des Dopings überführt
- Anja Valant (* 1977), Leichtathletin
- Goran Sankovič (1979–2022), Fußballspieler
- Bernard Vajdič (* 1980), Skirennfahrer
- Beno Udrih (* 1982), Basketballspieler
- Primož Pikl (* 1982), Skispringer
- Matevž Petek (* 1983), Snowboarder
- Aljoša Rezar (* 1983), Handballtorwart
- Simon Rožman (* 1983), Fußballspieler und -trainer
- Marina Tomić (* 1983), Hürdenläuferin
- Nenad Bilbija (* 1984), Handballspieler
- Levin Oparenović (* 1984), Fußballspieler
- Lucija Polavder (* 1984), Judoka
- Rok Marguč (* 1986), Snowboarder
- Polona Reberšak (* 1987), Tennisspielerin
- Robert Hrgota (* 1988), Skispringer
- Nik Omladič (* 1989), Fußballspieler
- Urban Lesjak (* 1990), Handballspieler
- Gašper Marguč (* 1990), Handballspieler
- Jernej Kruder (* 12. Dezember 1990), Sportkletterer
- Tina Trstenjak (* 1990), Judoka
- Daša Grm (* 1991), Eiskunstläuferin
- Vid Poteko (* 1991), Handballspieler
- Martin Čater (* 1992), Skirennläufer
- Maruša Černjul (* 1992), Hochspringerin
- Jan Klobučar (* 1992), Volleyballspieler
- Benjamin Verbič (* 1993), Fußballspieler
- Lucijan Fižuleto (* 1994), Handballspieler
- Tilen Kodrin (* 1994), Handballspieler
- Robert Renner (* 1994), Stabhochspringer
- Nino Pungaršek (* 1995), Fußballspieler
- Matic Suholežnik (* 1995), Handballspieler
- Blaž Kramer (* 1996), Fußballspieler
- Nataša Ljepoja (* 1996), Handballspielerin
- Jaka Malus (* 1996), Handballspieler
- Nermin Haljeta (* 1997), Fußballspieler
- Patrik Vitez (* 1998), Skispringer
- Lara Prašnikar (* 1998), Fußballspielerin
- Nik Marinšek (* 1999), Fußballspieler
- Nika Glojnarič (* 2000), Hürdenläuferin
- Vid Botolin (* 2002), Leichtathlet
- Matic Ian Guček (* 2003), Hürdenläufer

### Persönlichkeiten, die mit der Stadt in Verbindung stehen
- Hugo Othmar Miethke (29. Juli 1834 in Potsdam – gestorben am 11. November 1911 auf Gutenegg bei Cilli), Gründer der Galerie Miethke
- Otto Maria Miethke (-Gutenegg) (* 13. März 1881 in Wien; † 8. März 1922 ebenda), österreichischer Maler, der auch als Otto Maria Miethke-Gutenegg oder Otto zu Gutenegg signierte (Monogramm „zG.“), nach dem von seinem Vater erworbenen Schloss Gutenegg bei Cilli
- Oskar Rieding (* 29. Juni 1846 in Bahn, Westpommern; † 7. Juli 1916 in Cilli), deutscher Violinist, Musikpädagoge und Komponist

## Sport
- Sportliches Aushängeschild ist der Handballverein RK Celje, welcher sich in den Jahren seit der Unabhängigkeit Sloweniens zu einer der Top-Adressen im europäischen Handball gemausert hat und im Jahr 2004 die EHF Champions League gewinnen konnte.
- Der KK Lanteks (früher Miroteks) Celje ist mehrfacher Champions League und Europapokalsieger der Frauen im Sportkegeln
- In der ersten Fußballliga Sloweniens spielt NK Celje.
- Der Eishockeyclub HK Celje spielt in der Slowenischen Eishockeyliga
- Jedes Jahr am ersten Samstag im September findet in Celje der 75-km-Ultramarathon statt. Dieser Lauf ist ein Bestandteil des Europacup der Ultramarathons.